# سن-زاشاری، کبک
سن-زاشاری (به فرانسوی: Saint-Zacharie) شهری در منطقه شهری له اتشمن ناحیه شودییر-آپالاش در استان کبک کانادا است. در سرشماری سال ۲۰۱۱ این شهر ۲٬۰۲۹ نفر جمعیت داشته‌است و مساحت آن ۱۸۹٫۷ کیلومتر مربع است.